# 7 Pułk Bersalierów
7 Pułk Bersalierów (wł. 7° Reggimento Bersaglieri) – włoski pułk lekkiej piechoty zmotoryzowanej, zwanej we Włoszech "Bersaglieri".
7 Pułk Bersalierów został założony 1 stycznia 1871. Stacjonuje w miejscowości Bari w regionie Apulia.